# Parc national El Veladero
Le parc national El Veladero espagnol : Parque nacional El Veladero) est un parc national du Mexique situé au Guerrero dans la ville de Acapulco. Il a été créé en 1980 et il a une superficie de 36 km2. Il est administré par la Comisión Nacional de Áreas Naturales.